# Angela Maria Autsch

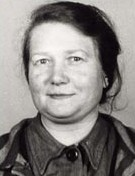
Sr. Angela Maria Autsch, Foto vom 26. März 1942, Tag des Eintreffens in Auschwitz

Angela Maria Autsch, geboren als Maria Cäcilia Autsch, Ordensname Angela Maria vom Heiligsten Herzen Jesu (* 26. März 1900 in Röllecken bei Attendorn; † 23. Dezember 1944 im KZ Auschwitz-Birkenau) war eine deutsche Nonne des Trinitarierordens. Sie wurde während der Zeit des Nationalsozialismus als politischer Häftling inhaftiert. Wegen ihrer Hilfsbereitschaft und tiefen Religiosität wurde sie von Mitgefangenen auch als Engel von Auschwitz bezeichnet.

## Leben

### Jugend und Ordenseintritt
Maria Cäcilia wurde als fünftes von sieben Kindern der Eheleute August und Amalie Autsch geboren. Ihr Vater arbeitete als Maschinist in einem nahe gelegenen Steinbruch. Zwei Tage nach ihrer Geburt wurde sie in der St.-Martin-Kirche in Dünschede getauft und am 12. September 1913 in der Pfarrkirche zu Schönholthausen durch den Bischof Karl Joseph Schulte, Bischof von Paderborn, gefirmt. Sie wuchs in Bamenohl auf. Im Alter von 15 Jahren begann sie als Kindermädchen zu arbeiten, bevor sie im selben Jahr im Modegeschäft Bischoff & Brögger in Finnentrop den Beruf der Verkäuferin erlernte. Als ihre Familie 1918 nach Heinsberg zog, mietete sie sich ein Zimmer in Finnentrop, um weiter in dem Textilgeschäft arbeiten zu können.
Nachdem sich ihr Verlobter 1930 erhängte, musste sie den Ort verlassen und zog ebenfalls nach Heinsberg, wo sie in Kontakt mit dem Trinitarierorden kam und um Aufnahme bei den Trinitarierinnen bat. 1933 begann ihr Postulat im Tiroler Kloster des Ordens Mötz, einer Tochtergründung der Trinitarierinnen von Valencia. Am 4. Juli 1934 wurde Angela Autsch eingekleidet und erhielt den Ordensnamen Angela Maria vom heiligsten Herzen Jesu. 1938 legte sie ihre ewigen Gelübde ab.

### Widerstand und Inhaftierung in Ravensbrück
Nach ihrer Machtergreifung in Österreich versuchten die Nationalsozialisten, das Mötzer Kloster zu beschlagnahmen. Angela Autsch rettete das Kloster, indem sie juristisch argumentierte, das Tiroler Kloster sei spanisches Eigentum. Sie kontaktierte den spanischen Konsul in Wien, was schließlich dazu führte, dass die Nationalsozialisten von der Enteignung des Konvents absahen.
Diese Aktivitäten lenkten die Aufmerksamkeit der Gestapo auf Angela Autsch; der unmittelbare Grund für ihre Verhaftung waren dann kritische Bemerkungen über Hitler. Unter anderem bezeichnete sie Hitler als ein Unglück für Europa und nannte ihn in ihrem Tagebuch eine „Geißel Europas“. Aufgrund einer anonymen Denunziation wurde Sr. Angela vom Ortsgruppenleiter von Mötz angezeigt. Wegen „Führerbeleidigung und Wehrkraftzersetzung“ wurde sie am 12. August 1940 von der Gestapo verhaftet und in das Innsbrucker Gefängnis gebracht. Nachdem man ihr Tagebuch gelesen hatte, wurde sie nach Rosenheim überstellt und am 29. August 1940 ohne Gerichtsverhandlung in das Konzentrationslager Ravensbrück deportiert. Sie erhielt die Häftlingsnummer 4651 und musste den roten Winkel der politischen Gefangenen tragen. Zunächst musste sie schwere körperliche Bauarbeiten leisten, nach wenigen Wochen wurde sie ins Krankenrevier versetzt, wo sie bei der Pflege von Wöchnerinnen, in der Wäschekammer und als Köchin eingesetzt wurde. Dies nutzte sie auch dazu, heimlich Medikamente und Seife an Mitgefangene weiterzugeben.

### Verlegung nach Auschwitz
Am 26. März 1942 wurde Schwester Angela gemeinsam mit einem Transport von etwa tausend Gefangenen, die für den Aufbau eines Frauenlagers vorgesehen waren, ins KZ Auschwitz überstellt. Sie bekam die Häftlingsnummer 512. Am 16. August 1942 kam sie nach Auschwitz-Birkenau, wo man sie der Krankenabteilung zuteilte. Im Oktober erkrankte sie an Flecktyphus, von dem sie sich nicht mehr gänzlich erholte. Am 15. Mai 1943 wurde sie schließlich in das SS-Lazarett des Lagers versetzt. Nach über vier Jahren Lagerhaft starb sie am 23. Dezember 1944 nach einem Bombenangriff der Alliierten an einem Granatsplitter, der sie in die Lunge traf.

## Seligsprechungsverfahren
Die Geschichte der Ordensfrau und ihrer aufopferungsvollen Hilfsbereitschaft gegenüber anderen Gefangenen wurde insbesondere durch die jüdisch-slowakische Ärztin Margita Schwalbová und von anderen Häftlingen überliefert, die Auschwitz überlebten. Die rund 100 Briefe, in denen Schwester Angela ihren tiefen Glauben während ihrer Haftzeit bezeugte, sind erhalten geblieben. Gemeinsam mit den Aussagen ihrer Mithäftlinge waren diese Briefe der Anlass für das Erzbistum Wien, am 8. März 1990 den Seligsprechungsprozess einzuleiten. Das diözesane Verfahren wurde 1996 abgeschlossen und die Unterlagen der Kongregation für die Selig- und Heiligsprechungsprozesse vorgelegt. Am 19. Mai 2018 erkannte ihr Papst Franziskus den heroischen Tugendgrad zu.